# 2024 K리그 신인선수 선발
2024 K리그 신인선수 선발은 2024년 K리그1과 2024년 K리그2에서 활동하는 팀들의 신인선수 계약 내용을 정리한 문서이다.
2023 시즌 각 구단들은 자유계약제를 통해 신인 선수를 선발하였다.

## 계약 유형
클럽 유스 소속 선수에 대해서는 무제한적으로 지명이 가능하고, 그 외의 선수들에 대해서는 3등급(S급,A급,B급)의 계약 조건으로 나눠 각기 다른 조건 하에 선발한다. 이때 당해연도에 계약한 신인선수는 소속팀 동의없이 국내 타 구단으로의 임대 및 이적이 금지된다.
| 유형               | 유형               | 계약금                | 계약기간 | 기본급                | 인원 제한 |
| ------------------ | ------------------ | --------------------- | -------- | --------------------- | --------- |
| 클럽 유스 우선지명 | 클럽 유스 우선지명 | 1억 5천만원 이하      | 5년      | 3,600만원             | 무제한    |
| 계약금 없음        | 3~5년              | 2,700만원 ~ 3,600만원 |          |                       | 무제한    |
| 자유계약           | S급                | 1억 5천만원 이하      | 5년      | 3,600만원             | 3명       |
| 자유계약           | A급                | 계약금 없음           | 3~5년    | 2,700만원 ~ 3,600만원 | 무제한    |
| 자유계약           | B급                | 계약금 없음           | 1년      | 2,700만원             | 무제한    |

## 계약 진행
| 구분                   | 일자             | 비고                          |
| ---------------------- | ---------------- | ----------------------------- |
| 클럽유스 우선지명 공시 | 2023년 10월 23일 | 클럽유스 우선지명 숫자 무제한 |
| 자유선발선수 최종공시  | 2024년           |                               |

## 신인 선수의 선수등록
- 시즌 전 정기등록기간에 신인선수를 선발하여 등록한다.

- 추가등록기간에는 신인선수의 등록은 불가능하나, 신인선수 중 해외이적선수나 내셔널리그, K3리그 선수, 클럽 산하 소속 선수, 준프로계약 체결 선수, 미등록 무소속 선수인 경우는 예외로 한다.